# Teatro Maria Matos
El Teatro Maria Matos és un teatre de Lisboa, (Portugal). Va obrir les portes al públic el 22 d'octubre de 1969, en homenatge a l'actriz portuguesa de gran prestigi Maria Matos. La construcció de l'estructura fou responsabilitat de l'arquitecte Fernando Ramalho. Les modificacions posteriors es deuen a l'arquitecte Barros da Fonseca. Amb un passat convencional i popular, el 24 de setembre de 1982, el teatre és adquirit per la Câmara Municipal de Lisboa